# NGC 254
NGC 254 je galaksija u zviježđu Kipar.

## Vanjske poveznice
- SEDS: NGC 0254